# エチゴキジムシロ
エチゴキジムシロ（越後雉子筵、越後雉筵、学名：Potentilla togasii）は、バラ科キジムシロ属の多年草。

## 特徴
根茎は直立するか斜上し、やや木質化し、太く肥大する。茎は高さ10-20cmになる。根出葉は長さ15-35cmになる羽状複葉で小葉はふつう5個、まれに3個または7個あり、小葉の基部に小葉柄はない。先端の小葉3個は、下部の1対の残りの小葉より大きく、菱状長楕円形から菱状倒卵形で、長さ4-12cm、幅2-7cm、先は鋭頭になる。小葉の両面にわずかに毛が生え、裏面葉脈上に毛が密生し、縁にやや深く鋭い鋸歯がありやや膜質になる。下部の小葉は小さく、極端に小さくなるか、ときに欠落する。根出葉の葉柄は長さ5-25cmになり、わずかに軟毛が生える。根出葉の葉柄の基部にある托葉は膜質になり、離生した部分は卵形から披針形、先は鋭頭になり、外側に毛が生える。茎につく葉は3出複葉になり、根出葉とくらべるとかなり小さい。
花期は4-6月。花序は集散花序になり、花は黄色で径15-20mmになる。萼片は5個あり、三角状披針形で、長さ3-5mm、幅約2mm、先は鋭突頭になり、外側に毛が生える。副萼片も5個あり、三角状披針形で、長さ3-6mm、幅2-3mm、先は鋭頭になり、外側に毛が生える。花弁も5個あり、円形で、長さ4-7mmになる。雄蕊は20個ある。心皮は多数あり、花柱はほぼ糸状になり、やや頂生する。花床には白い毛が生える。果実は痩果で多数つき、痩果に毛はない。

## 分布と生育環境
日本では、本州の滋賀県以北のおもに北陸地方および東北地方に分布し、日本海側山地の落葉樹林の林縁や山の崖地になどに生育する。世界では、ロシア沿海地方に分布する。

## 名前の由来
和名エチゴキジムシロは「越後雉子筵」「越後雉筵」の意。日本海側山地に分布し、同属のキジムシロ P. fragarioides に似るので、「エチゴ（越後）キジムシロ」の名がある。下記のとおり、基準産地は新潟県である。
種小名（種形容語）togasii は、この種のタイプ標本を、1958年6月17日に新潟県南魚沼郡湯沢町で採集した富樫誠への献名。大井次三郎はこの標本を基に、1959年に Bull. Natn. Sci. Mus. Tokyo 誌に新種として記載発表した。

## 分類
同属のキジムシロ P. fragarioides は、根出葉が羽状複葉であるが小葉は7-11個ある。エチゴツルキジムシロ P. toyamensis は、3-4本の走出枝をもち、根出葉が羽状複葉で小葉が5個で下側の1対が極端に小さい。ツルキジムシロ P. stolonifera は、2-14本の走出枝をもち、根出葉が羽状複葉で小葉が7-9個ある。

## ギャラリー

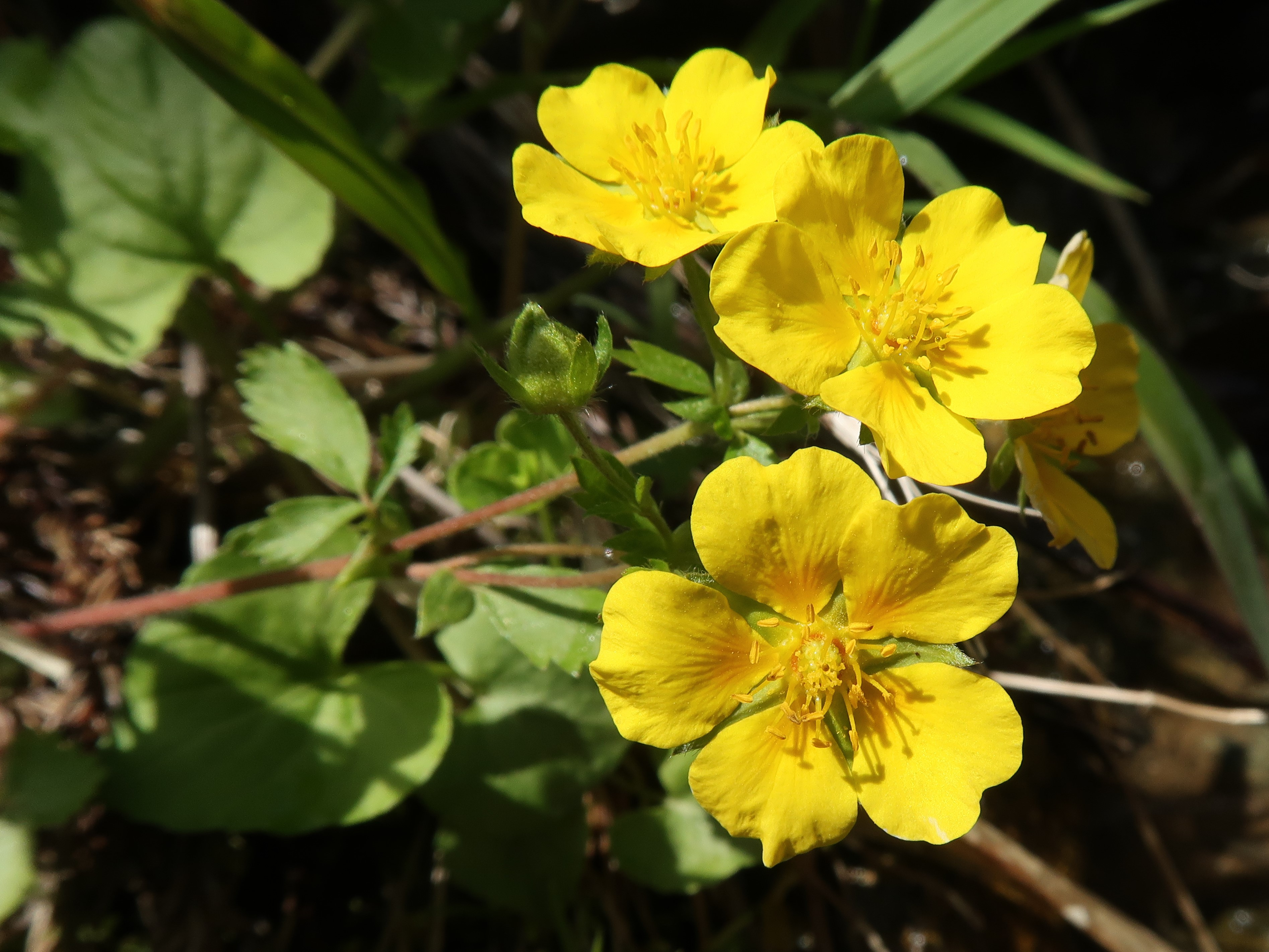
花は黄色で5弁花。花弁は円形。
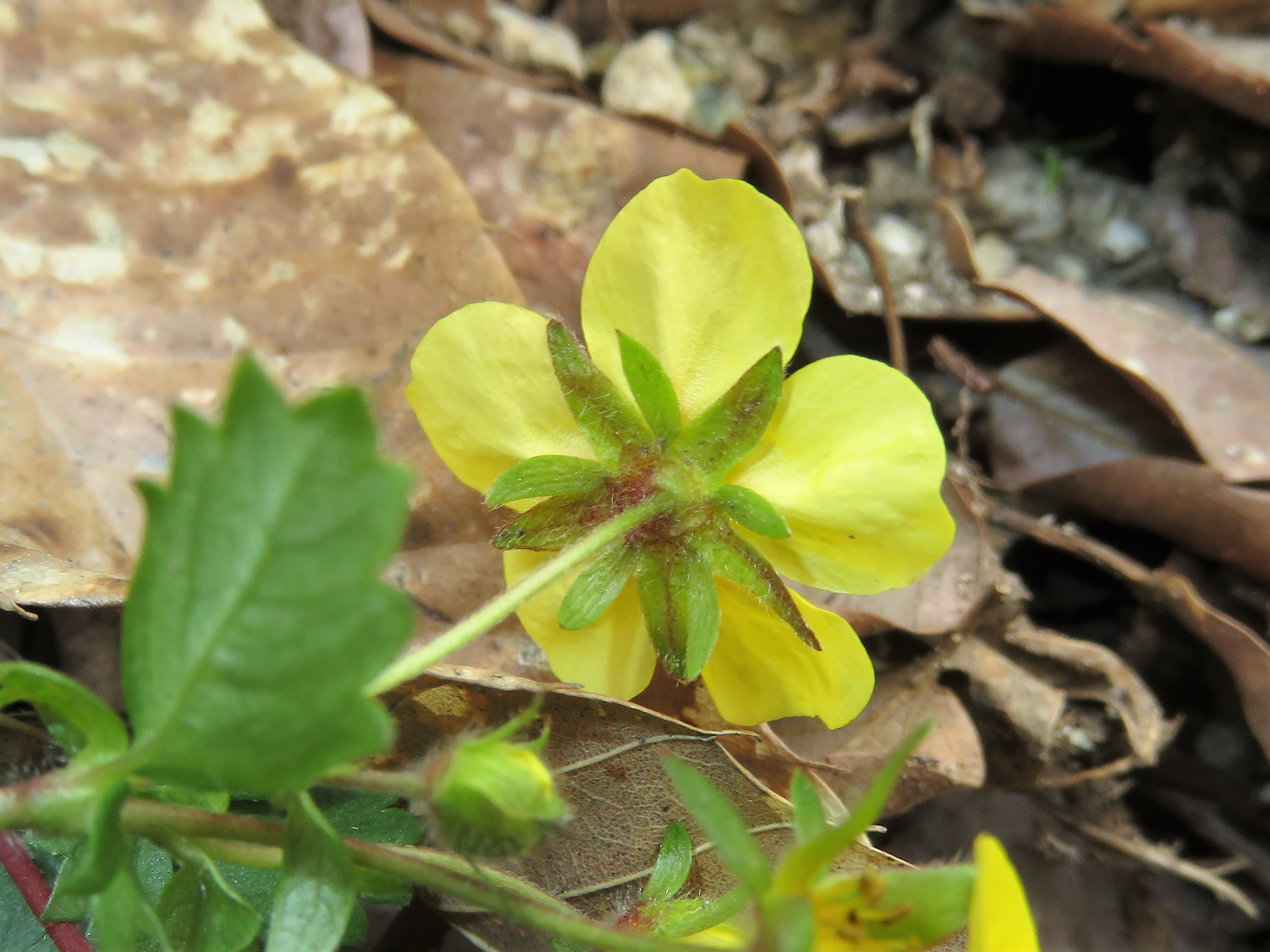
萼片、副萼片の外面に毛が生える。
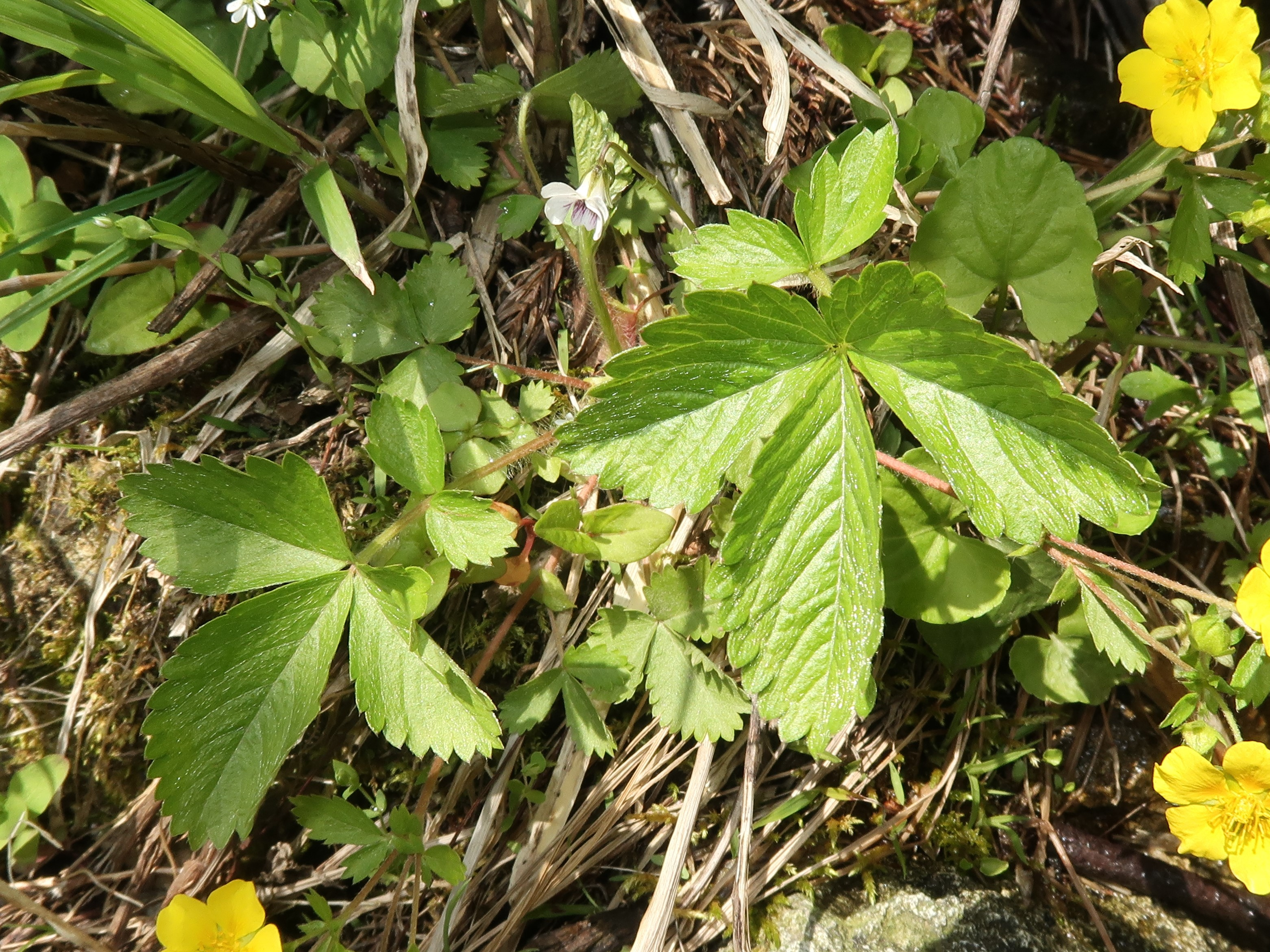
根出葉は羽状複葉で小葉が5個あり、下側の1対が小さい。
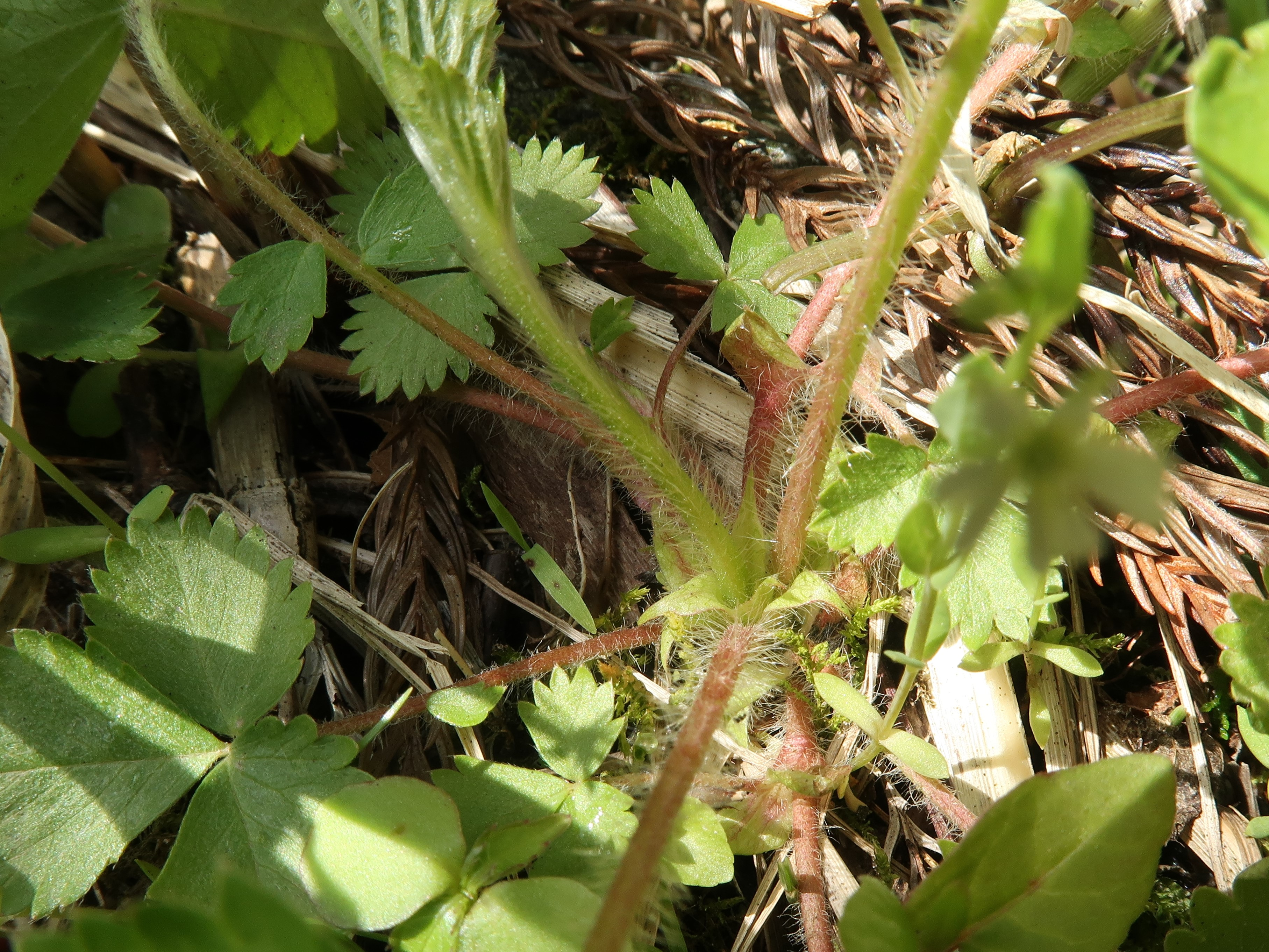
根出葉の葉柄の基部に托葉がある。